# Норт (Јужна Каролина)
Норт (енгл. North) град је у америчкој савезној држави Јужна Каролина.

## Демографија
По попису из 2010. године број становника је 754, што је 59 (-7,3%) становника мање него 2000. године.
| Група             | 2000.       | 2010.       |
| Белци             | 428 (52,6%) | 365 (48,4%) |
| Афроамериканци    | 377 (46,4%) | 356 (47,2%) |
| Азијати           | 0 (0,0%)    | 1 (0,1%)    |
| Хиспаноамериканци | 7 (0,9%)    | 6 (0,8%)    |
| Укупно            | 813         | 754         |